# Markku Markkula

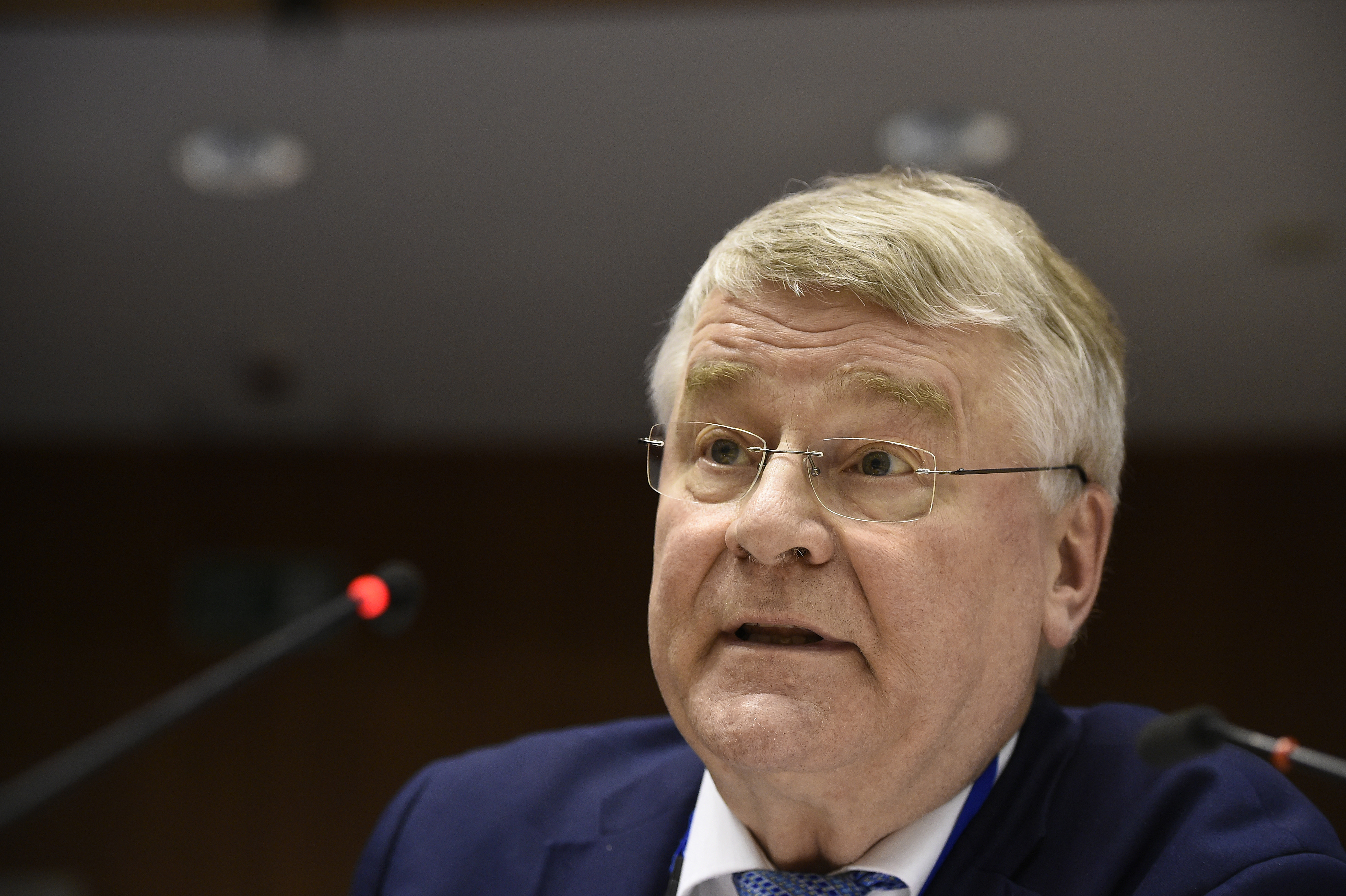
Markku Markkula, 2019

Markku Markkula (* 15. Juli 1950 in Kolari) ist ein finnischer Politiker. Von 2015 bis 2017 war er Präsident des Ausschusses der Regionen der Europäischen Union. Seit 2017 ist er erster Vizepräsident. In Finnland war er von 1995 bis 2003 Mitglied des Parlaments für die Nationale Sammlungspartei und gehörte dort zwei ständigen Parlamentsausschüssen an: dem Ausschuss für Wissenschaft, Bildung und Kultur sowie dem Ausschuss für Zukunftsfragen. Sein internationales Tätigkeitsgebiet als Abgeordneter umfasste den Vorsitz des Rates des 'European Parliamentary Technology Assessment' (EPTA), ein Netzwerk zur Technikfolgenabschätzung. Markkula ist Mitglied des Stadtrates von Espoo, Mitglied des Rates der Region Helsinki, Vorsitzender des
Stadtplanungsausschusses von Espoo sowie in weiteren kommunalpolitischen Gremien seines Heimatlandes tätig.
Hauptberuflich arbeitet er an der Aalto-Universität als Berater des Universitätspräsidenten mit dem Schwerpunkt der europäischen Integration und EU-Politik im Bereich Forschung, Innovation und Bildung. Seine vorangegangenen Berufserfahrungen umfassen u. a. die Tätigkeit als Direktor des Dipoli-Instituts für lebenslanges Lernen und als Generalsekretär der Internationalen Vereinigung für lebenslanges Lernen in Ingenieursberufen (IACEE). Er war ebenso Vorsitzender des Verwaltungsrats der Laurea Universität für Angewandte Wissenschaften sowie Vorsitzender der Society for Organizational Learning (SOL) in Finnland. Des Weiteren war er Vorsitzender der Arbeitsgruppe lebenslanges Lernen der Europäischen Gesellschaft für Ingenieursausbildung (SEFI). Er ist zudem einer der Botschafter für den Leonardo – European Corporate Learning Award.
Zur Anerkennung seiner Verdienste wurde er 2008 in die "International Adult and Continuing
Education Hall of Fame" gewählt.